# Je leeft maar één keer
Je leeft maar één keer is een lied van de Nederlandse zanger Danny de Munk. Het werd in 2015 als single uitgebracht en stond al in 2008 als twaalfde track op het album Hart en ziel.

## Achtergrond
Je lijkt op iemand is geschreven door Jochem Fluitsma, Eric van Tijn en René Froger en geproduceerd door Fluitsma & Van Tijn. Het is een nummer uit het genre nederpop met effecten uit de rock-'n-roll. In het lied zingt de artiest over het wegzetten van negatieve gedachten en van je leven genieten, aangezien je maar een keer leeft. 

## Hitnoteringen
De zanger had succes met het lied in de hitlijsten van Nederland. Het stond op de 84e plaats van de Nederlandse Single Top 100 in de enige week dat het in deze hitlijst te vinden was. De Nederlandse Top 40 werd niet bereikt; het kwam hier tot de negentiende plaats van de Tipparade.